# Napo (provincie)
Napo is een provincie in het noorden van Ecuador. De hoofdstad van de provincie is Tena. 
De provincie heeft een oppervlakte van 12.483 km². Naar schatting zijn er 128.252 inwoners in 2018.

## Kantons
De provincie is bestuurlijk onderverdeeld in vijf kantons. Achter elk kanton wordt de hoofdplaats genoemd.
| Nr. | Kanton                      | Inwoners | Oppervlakte | Hoofdplaats         | Inwoners |
| --- | --------------------------- | -------- | ----------- | ------------------- | -------- |
| 1   | Archidona                   | 30.488   | 3.029 km²   | Archidona           | 7.353    |
| 2   | Carlos Julio Arosemena Tola | 4.647    | 501 km²     | Carlos J. Arosemena | 1.273    |
| 3   | El Chaco                    | 9.252    | 3.473 km²   | El Chaco            | 4.353    |
| 4   | Quijos                      | 6.472    | 1.577 km²   | Baeza               | 1.972    |
| 5   | Tena                        | 80.816   | 3.904 km²   | Tena                | 29.724   |

| Detailkaart |
| ----------- |
|             |
| Kantons     |